# Dimorphodesmus peculiaris
Dimorphodesmus peculiaris är en mångfotingart som beskrevs av Murakami 1966. Dimorphodesmus peculiaris ingår i släktet Dimorphodesmus och familjen Doratodesmidae. Inga underarter finns listade i Catalogue of Life.